# Veronica Cochelea
Veronica Cochelea, nata Cogeanu (15 novembre 1965), è un'ex canottiera rumena.

## Palmarès

### Olimpiadi
- 6 medaglie:
  - 2 ori (Atlanta 1996 nell'otto; Sydney 2000 nell'otto)
  - 3 argenti (Seul 1988 nel due di coppia; Barcellona 1992 nel quattro di coppia; Barcellona 1992 nel due di coppia)
  - 1 bronzo (Seul 1988 nel quattro di coppia)

### Mondiali
- 11 medaglie:
  - 4 ori (Tasmania 1990 nell'otto; Račice 1993 nell'otto; Francia 1997 nell'otto; Colonia 1998 nell'otto)
  - 4 argenti (Nottingham 1986 nel due con; Bled 1989 nel due con; Tampere 1995 nell'otto; Francia 1997 nel due senza)
  - 3 bronzi (Hazewinkel 1985 nel quattro di coppia; Vienna 1991 nell'otto; Indianapolis 1994 nell'otto)